# Simple mennesker
Simple mennesker (russisk: Простые люди) er en sovjetisk krigsfilm fra 1945 instrueret af Grigorij Kozintsev og Leonid Trauberg.
Filmen blev sammen med den anden del af Eisensteins Ivan den Grusomme skarpt kritiseret af Andrej Sjdanov og derfor forbudt. En redigeret version af filmen blev udgivet i 1956 som led i Nikita Khrusjtjovs afstalinisering og tøbrud i Sovjetunionen. Kozintsev var utilfreds med udgivelsen af den redigerede udgave, der fandt sted uden hans deltagelse.

## Handling
Filmen foregår under 2. verdenskrig. Tyskerne rykker frem mod Leningrad og en flyfabrik skal evakueres til Usbekistan. Fabrikken arbejdere under ledelse af direktøren flytter med. Ankommet til Usbekistan påbegynder arbejderen af montere maskinerne og bygge fabrikken op igen. Tusindvis af nye mennesker slutter sig til fabrikkens arbejdere. Direktørens hustru er forsvundet under evakueringen, men har arbejder utrætteligt for genopbygningen af fabrikken, trods sin sorg. Det lykkedes at blive genforenet med hustruen, der har været holdt fanget af tyskerne. Det lykkes at få fabrikken gjort klar og det første fly forlader fabrikken og direktøren oplever med sin genfundne hustru glæden ved arbejdets sejr.

## Medvirkende
- Jurij Tolubejev - Jerjomin
- Olga Lebzak - Jerjomina
- Boris Zjukovskij - Makejev
- F. Babadzjanov - Akbasjev
- Jekaterina Kortjagina-Aleksandrovskaja